# Valerie Brisco-Hooks
Valerie Brisco-Hooks, de naixement Valerie Brisco, (Greenwood, Estats Units 1960) és una atleta nord-americana, ja retirada, guanyadora de quatre medalles olímpiques.

## Biografia
Va néixer el 6 de juliol de 1960 a la ciutat de Greenwood, població situada a l'estat de Mississipi. Es casà amb Alvin Hooks, jugador de futbol americà, del qual adoptà el cognom.

## Carrera esportiva
Especialista en proves de velocitat, va participar, als 24 anys, en els Jocs Olímpics d'Estiu de 1984 realitzats a Los Angeles (Estats Units), on va aconseguir guanyar la medalla d'or en les proves dels 200 m., 400 m. llisos i relleus 4x400 metres, establint sengles rècords olímpics amb un temps de 21.81 segons, 48.83 segons i 3:18.29 minuts respectivament. Amb la seva victòria en les proves dels 200 i 400 metres llisos es convertí en la primera atleta (home o dona) en aconseguir-ho.
Participà en els Jocs Olímpics d'Estiu de 1988 celebrats a Seül (Corea del Sud), on va aconseguir guanyar la medalla de plata en la prova dels relleus 4x400 metres, finalitzant just per darrere de l'equip soviètic. Així mateix finalitzà en quarta posició de la prova dels 400 metres llisos, guanyant així un diploma olímpic.
Al llarg de la seva carrera guanyà una medalla de bronze en el Campionat del Món d'atletisme i dos medalles als Jocs Panamericans, les dues d'or. Es retirà de la competició activa l'any 1991.